# Клатови
Кла́тови, Кла́товы (чеш. Klatovy [ˈklatovɪ], бывш. Клаттау нем. Klattau, лат. Clatovia) — город на западе Чешской Республики, в Пльзенском крае. Расположен в 41 километре к югу от Пльзни у реки Углава вблизи подножья Шумавы. Является муниципалитетом с расширенными полномочиями и административным центром района Клатови. Население — 23 010 человек (2009).

## История
Город на месте небольшой деревушки на торговом пути из Чехии в Баварию был основан в 1260 году королём Пржемыслом Оттокаром II.
На период правления династии Люксембургов приходится экономический, политический и культурный расцвет города, которому были дарованы многие привилегии. Город продолжал развиваться и после Гуситских войн, в которых принял сторону восставших.
В XVI веке город украсили многочисленные архитектурные памятники, среди которых Чёрная и Белая башни, ратуша, приходская церковь, новые городские дома.
Тридцатилетняя война стала бедствием для Клатови. Упадок продлился до второй половины XVII века, когда в город пришли иезуиты.
Во второй половине XVIII век Клатови становится региональным центром, позднее здесь появляется уголовный суд.

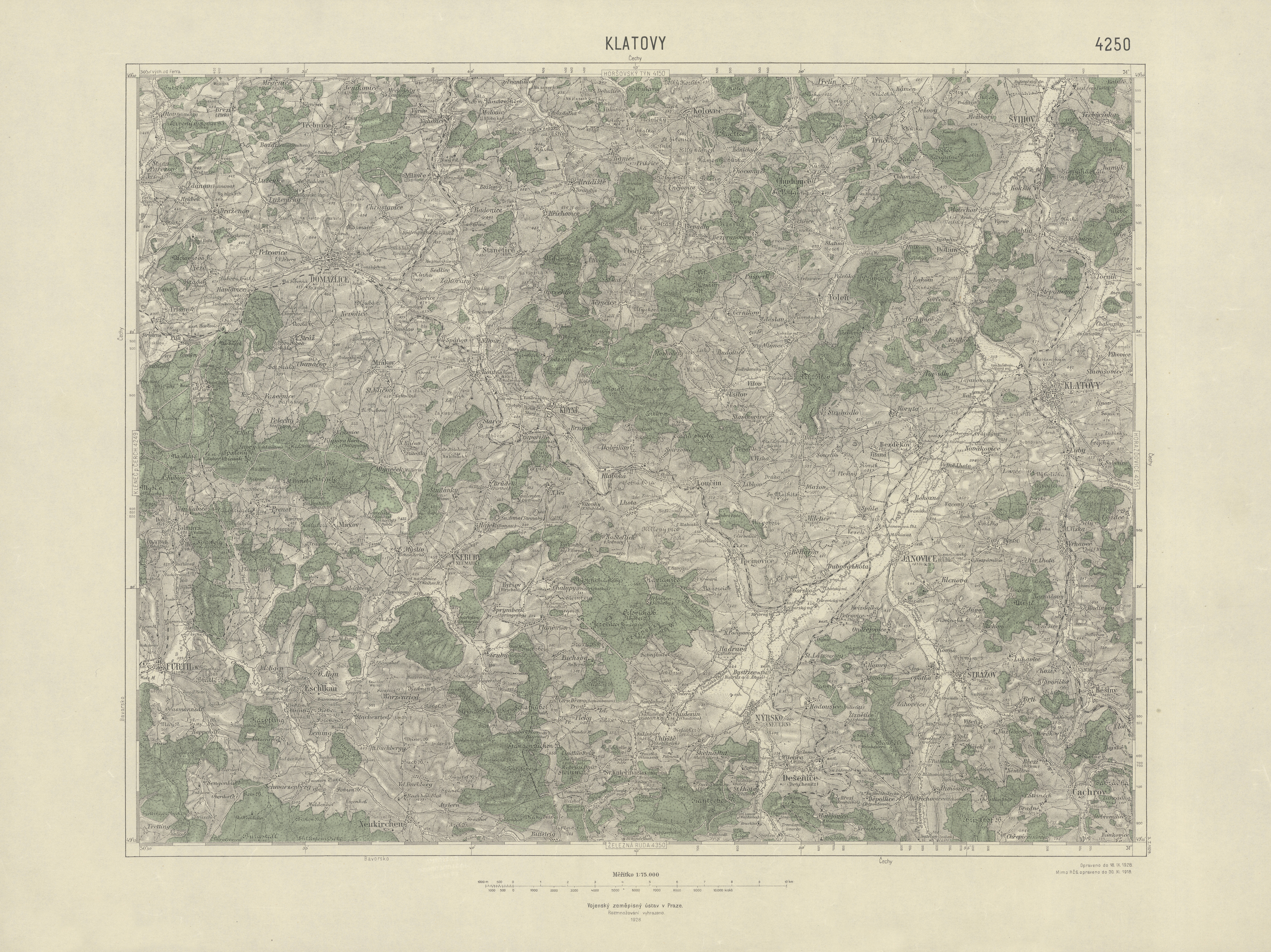
Топографическая карта окрестностей Клатови, 1929 г.

В 1882 году начинает свою работу музей, открывается новая школа. Строительство железной дороги способствует развитию международной торговли.
После Второй мировой войны начато массовое строительство новых промышленных объектов и жилых домов. Административная реформа 1960 года сделала Клатови центом обширного района. В 1989 году центр города был отреставрирован.
В 2002 году в Клатови появился автомобилестроительный завод «Шкода».

## Население
| Год  | Численность | Численность |
| ---- | ----------- | ----------- |
| 1869 | 8067        | [ 5 ]       |
| 1880 | 14 059      | [ 6 ]       |
| 1890 | 14 754      | [ 6 ]       |
| 1900 | 16 960      | [ 6 ]       |
| 1910 | 14 387      | [ 5 ]       |
| 1921 | 18 085      | [ 6 ]       |
| 1930 | 14 089      | [ 5 ]       |
| 1950 | 14 013      | [ 5 ]       |
| 1961 | 15 172      | [ 5 ]       |
| 1970 | 17 191      | [ 5 ]       |
| 1980 | 21 782      | [ 5 ]       |
| 1991 | 23 098      | [ 5 ]       |
| 2001 | 23 033      | [ 6 ]       |
| 2011 | 22 133      | [ 6 ]       |
| 2014 | 22 367      | [ 7 ]       |
| 2016 | 22 415      | [ 8 ]       |
| 2017 | 22 378      | [ 9 ]       |
| 2018 | 22 288      | [ 10 ]      |
| 2019 | 22 233      | [ 11 ]      |
| 2020 | 22 257      | [ 12 ]      |
| 2021 | 22 140      | [ 13 ]      |
| 2022 | 21 587      | [ 14 ]      |
| 2023 | 22 496      | [ 15 ]      |
| 2024 | 22 938      | [ 3 ]       |

В 2001 году 96,3 % населения Клатови составляли чехи. Также в городе проживало 311 словаков (1,4 %).
Верующих было 30,8 %, из них 88,8 % — католики, 2,4 % — члены гуситской церкви, 1 % — евангелической.
В 2001 году доля детей до 15 лет (1986—2001 годы рождения) составляла 14,99 % от общего числа жителей, в 2007 году детей (1992—2007 годы) было 13,73 %.
Безработица по данным на 2007 год — 5 % от трудоспособного населения.

## Достопримечательности
- Чёрная башня высотой 81 метр, построенная в 1547—1557 годах.
- Архидеканский храм Девы Марии в готическом стиле с прекрасными фресками (XIII век).
- Иезуитская Церковь Непорочного Зачатия Пресвятой Богородицы Марии и Святого Игнатия (1656 год).
- Ратуша 1557 года в стиле ренессанс.
- Белая башня с колоколом, построенная в 1581 году. Сгорела в 1758 году, но была восстановлена. Высота башни составляет 60 метров.

## Известные уроженцы
- Амерлинг, Карел Славомил (1807—1884) — чешский педагог, философ, писатель.

## Города-побратимы
- Полевской, Россия (с 1970 г.)
- Кам, Германия
- Хемскерк, Нидерланды
- Полигни, Франция (с 1992 г.)